# Transkaukasische Sejm
De Transkaukasische Sejm (Russisch: Закавказский сейм) (23 februari - 26 mei 1918) was een representatief en wetgevend orgaan van de staatsmacht in Transkaukasië, bijeengeroepen door het Transkaukasisch Commissariaat in Tbilisi op 23 februari [O.S. 10 februari] 1918. Ze bestond uit Transkaukasische leden van de Russische Grondwetgevende Vergadering, en vertegenwoordigers van politieke partijen van Transkaukasië. De voorzitter Nikoloz Tsjcheidze, een Georgische mensjewiek.
Op 26 maart aanvaardde de Sejm het ontslag van het Transkaukasisch Commissariaat en vormde de Voorlopige Transkaukasische Regering. Op 22 april richtte deze regering de Transkaukasische Democratische Federatieve Republiek op, die eind mei uiteenviel in de onafhankelijke republieken Georgië, Azerbeidzjan en Armenië.

## Geschiedenis
Na de omverwerping van de Voorlopige Regering van Rusland als gevolg van de Oktoberrevolutie op 24 november [O.S. 11 november] 1917 werd in Tbilisi een voorlopige “Onafhankelijke Regering van Transkaukasië” opgericht, het Transkaukasisch Commissariaat. In de verklaring van het Commissariaat werd gewezen op het tijdelijke karakter van zijn macht. Het werd verondersteld te bestaan 
slechts tot de bijeenroeping van de Russische Grondwetgevende Vergadering, en als het onmogelijk is deze bijeen te roepen, behoudt zij haar bevoegdheden tot het congres van de leden van de Grondwetgevende Vergadering uit Transkaukasië en het Kaukasisch Front.
Op 18 januari [O.S. 5 januari] 1918 begon de Russische Grondwetgevende Vergadering haar werkzaamheden in Petrograd, waarvan de meerderheid bestond uit vertegenwoordigers van de mensjewieken en de Sociaal-Revolutionaire Partij. De meerderheid van de afgevaardigden weigerde de Sovjetmacht en de decreten van het Tweede Al-Russische Sovjetcongres te erkennen. Als reactie hierop ontbonden de bolsjewieken de grondwetgevende vergadering. Het Transkaukasisch Commissariaat, dat de Grondwetgevende Vergadering steunde, nam een openlijk vijandige positie in jegens de bolsjewieken en erkende ook de Sovjetmacht niet. Na een reeks overleggen met de nationale raden besloot het Transkaukasisch Commissariaat de Transkaukasische Sejm bijeen te roepen als het wetgevende orgaan van Transkaukasië. De Transkaukasische Sejm omvatte afgevaardigden die namens Transkaukasië in de grondwetgevende vergadering waren gekozen. Het bijeenroepen van de Sejm was de eerste stap op weg naar de scheiding van Transkaukasië van Sovjet-Rusland.

## Samenstelling
De Sejm bestond uit 125 afgevaardigden: 32 afgevaardigden van de Georgische Sociaaldemocratische Partij, 30 van de Azerbeidzjaanse Müsavat en de niet-partijgebonden moslimgroep die zich daarbij aansloot, 27 van de Armeense Dasjnak-partij, zeven van het islamitisch-socialistische blok, drie van Ittichad (Unie van Russische Moslims), en vier van Goemmet. Ook aanwezig waren de Sociaal-Revolutionaire Partij, de Nationaal-Democraten en vertegenwoordigers van de Armeense Volksvrijheidspartij. De voorzitter van de Sejm was de vertegenwoordiger van de mensjewistische fractie Nikoloz Tsjcheidze. De voorzitter van het Transkaukasisch Commissariaat Evgeni Gegetsjkori werd tot hoofd van de regering gekozen.
Op 23 februari [O.S. 10 februari] vond de eerste bijeenkomst van de Sejm plaats in Tbilisi, maar bijna alle vertegenwoordigers van de Müsavat-partij waren afwezig, omdat zij voorbereidende werkzaamheden uitvoerden voor de annexatie van het gouvernement Jelizavetpol bij Turkije. De Journalist S. Heifetz merkte op:
De Müsavat-partij bestond uit grote islamitische landeigenaren, khans, beks, moellahs, vooraanstaande artsen en nationalistische advocaten. Deze partij wilde de situatie gebruiken om de provincie Elizavetpol bij Turkije te annexeren. Het moment was goed. De situatie in Turkije, waar Enver Pasja regeerde, leek sterk dankzij de alliantie met de Duitsers, en het politieke systeem van Turkije garandeerde de khans en beks de veiligheid van hun landgoederen. Ten tijde van de opening van de Sejm waren de afgevaardigden van Müsavat ter plaatse druk bezig met de voorbereiding van de toetreding van Azerbeidzjan tot Turkije en konden niet naar Tbilisi komen.
Binnen de regering was er geen overeenstemming tussen de partijen. Er ontstonden geschillen over een verscheidenheid aan kwesties, die het functioneren van de Sejm beïnvloedden.

## Binnenlands beleid
De meest urgente kwesties die speelden toen de Transkaukasische Sejm werd gevormd waren vraagstukken rond de etnische minderheden en agrarische landbeleid en vereisten onmiddellijk overheidsingrijpen. De beslissingen van de Sejm leverden echter geen positieve resultaten op. De "Wet tot vaststelling van de norm voor land dat aan eigenaren wordt overgelaten en tot maatregelen om landhervormingen door te voeren" die in het voorjaar van 1918 werd aangenomen, werkte niet. Het gebrek aan mechanismen voor het reguleren van de landverhoudingen leidde tot toenemende onrust op het platteland. De ontevredenheid van de boeren over de onopgeloste landkwestie leidde later tot gewapende opstanden in verschillende districten van de gouvernementen Koetais en Tiflis. 
Abchazische bolsjewisten onder leiding van Nestor Lakoba riepen in april 1918 een Sovjetregime uitgeroepen in Soechoemi en namen vervolgens het gezag over in het okroeg Soechoemi, met uitzondering van het district Kodori. Hier in opdracht van de Sejm de Georgische Nationale Garde ingezet tegen de opstanden en werden de bolsjewisten ook uit de rest van Soechoemi verdreven. In maart 1918 brak er boerenonrust uit, die ook in de centraal-Georgische districten Satsjchere en Tsjiatoera werd onderdrukt.
Ook op het gebied van het nationale minderhedenbeleid faalde de Sejm. De regering was niet in staat de toenemende etnische botsingen te stoppen. De onderzoekscommissies, samengesteld uit vertegenwoordigers van verschillende fracties, hadden vrijwel geen invloed op de situatie in de regio. Volgens de Russische onderzoeker Vadim Moechanov werd dit sterk beïnvloed doordat vertegenwoordigers van de grote partijen in Transkaukasië zelf direct of indirect de situatie aanwakkerden. Volgens Moechanov waren de Müsavatisten erin geïnteresseerd om Turkse troepen naar de regio te lokken onder het mom van bescherming van de moslimbevolking, en bemoeiden de Dasjnak-leiders zich niet met de represailles van de Armeense eenheden tegen lokale moslims. Deze laatste blokkeerden bijvoorbeeld de passage van militaire treinen van Armeense eenheden.
Vanaf begin januari 1918 vonden in de hele regio botsingen tussen Armeniërs en Azeri's plaats, en werden brandstichtingen van Azerbeidzjaanse en Armeense dorpen geregistreerd. Turkije speelde een negatieve rol in de escalerende spanning in de Transkaukasus, waar haar agenten actieve campagnes voerden onder de moslimbevolking. De prominente Georgische mensjewiek Akaki Tsjchenkeli merkte op dat
de gewapende moslimbevolking, vasthoudend aan de Turkse oriëntatie, zichzelf Turkse soldaten noemt en de gehele christelijke bevolking terroriseert met haar anarchistische uitingen.
De bijeenkomst van de nationale raden van Armeniërs en moslims in Tbilisi leidde tot niets waardoor de spanning opliep. De regering was machteloos tegenover het toenemende binnenlandse geweld en anarchie, maar ook tegenover de dreiging van een Turkse invasie.

## Betrekkingen met Turkije

Het offensief van Turkse troepen in 1918

De Russische troepen verlieten het Kaukasisch front massaal na de wapenstilstand van Erzincan van december 1917 en hun posities werden ingenomen door het Armeense korps, waarvan de formatie nog niet was voltooid. De Ottomanen profiteerden van hiervan en lanceerden op 12 februari [O.S. 30 januari] in strijd met de voorwaarden van de wapenstilstand een grootschalig offensief in de richtingen Erzurum, Van en Primorsk. Vrijwel onmiddellijk (13 februari [O.S. 31 januari] 1918) werd Erzincan door hen bezet, en op 24 februari [O.S. 11 februari] Trebizonde. De Armeense eenheden moesten zich terugtrekken en beschermden de West-Armeense vluchtelingen die met hen vertrokken.
Tijdens de allereerste bijeenkomst van de Transkaukasische Sejm op 23 februari [O.S. 10 februari] vond een verhitte discussie plaats over de onafhankelijkheid van Transkaukasië en de betrekkingen met Turkije in het licht van het Turkse offensief. De Dasjnak-factie stelde voor dat Transkaukasië onderdeel zou blijven van Rusland, maar met autonomie en verdeeld in nationale kantons, waarbij ze aandrong op zelfbeschikking voor West-Armenië dat door Turkije gecontroleerd werd. De Azerbeidzjaanse delegatie verklaarde op haar beurt dat Transkaukasië onafhankelijk van Rusland over haar lot zou moeten beslissen en vrede met Turkije zou moeten sluiten op basis van de weigering zich met haar binnenlandse aangelegenheden te bemoeien. De Georgische kant steunde feitelijk de Azerbeidzjanen bij de kwestie van het uitroepen van de onafhankelijkheid van Transkaukasië en het sluiten van een onafhankelijke overeenkomst met Turkije, aangezien Transkaukasië eenvoudigweg niet de kracht had zich militair tegen Turkije te verweren..
Door de hardnekkige houding van de Armeense factie werd de onafhankelijkheidsverklaring uitgesteld. Met betrekking tot de positie van Transkaukasië bij toekomstige onderhandelingen met Turkije over een afzonderlijke vrede nam de Sejm na een lange discussie de volgende resolutie aan:

- Onder de huidige omstandigheden acht de Sejm zich bevoegd om een overeenkomst met Turkije te sluiten.
- Bij het starten van de onderhandelingen met Turkije streeft de Sejm het doel na om een definitieve wapenstilstand te sluiten.
- Het vredesverdrag moet gebaseerd zijn op het principe van het herstel van de Russisch-Turkse grenzen van 1914, zoals die bestonden aan het begin van de oorlog.
- De delegatie moet proberen het recht op zelfbeschikking voor de volkeren van Oost-Anatolië te verwerven, en in het bijzonder autonomie voor de Armeniërs in Turkije.

Terwijl de Sejm de onderlinge posities coördineerden, veroverden de Turken op 6 maart [O.S. 21 februari] Ardahan. Op 12 maart [O.S. 27 februari] trok Het 25.000 man sterke Turkse leger van Vehip Pasja Erzurum binnen. De Armeense eenheden die de stad verdedigden vluchtten, en lieten grote voorraden voedsel en wapens achter. Met de val van Erzurum herwonnen de Turken feitelijk de controle over heel West-Armenië. Vanwege de verslechterende situatie aan het front nodigde de Transkaukasische Sejm Turkije uit om vredesonderhandelingen te houden in Trebizonde.

## Onderhandelingen in Trebizonde
De delegatie van de Transkaukasische Sejm in Trebizonde stond onder leiding van Akaki Tsjchenkeli. De vredesconferentie begon op 14 maart [O.S. 1 maart].
Een paar dagen eerder ondertekende Turkije het Verdrag van Brest-Litovsk met Sovjet-Rusland. Volgens art. IV van het Verdrag van Brest-Litovsk en het Russisch-Turkse aanvullende verdrag werden niet alleen het grondgebied van West-Armenië aan Turkije overgedragen, maar ook de door Georgiërs en Armeniërs bevolkte oblasten Batoemi, Kars en Ardahan, die door Rusland waren geannexeerd als gevolg van de Russisch-Turkse Oorlog van 1877-1878. De Russische Socialistische Federatieve Sovjetrepubliek beloofde zich niet te zullen bemoeien "in de nieuwe organisatie van staats-juridische en internationale juridische relaties van deze districten", en de grens te herstellen "in de vorm waarin deze bestond vóór de Russisch-Turkse oorlog van 1877-1878" en op haar grondgebied en in de "bezette Turkse provincies" (dat wil zeggen in West-Armenië) alle Armeense vrijwilligerstroepen te ontbinden. De ondertekening van het Verdrag van Brest-Litovsk annuleerde feitelijk het decreet van de Raad van Volkscommissarissen van de RSFSR "Over Turks Armenië", waarin werd gesproken over het recht van West-Armenië op volledige zelfbeschikking.
Turkije, dat zojuist een vredesverdrag met Rusland had ondertekend onder de meest gunstige voorwaarden en al feitelijk was teruggekeerd naar de grenzen van 1914, eiste dat de Transkaukasische delegatie de voorwaarden van het Vredesverdrag van Brest-Litovsk zou erkennen. De Transkaukasische delegatie, die onafhankelijkheid claimde en het Verdrag van Brest-Litovsk verwierp, hoopte een afzonderlijke vrede met Turkije te sluiten tegen gunstiger voorwaarden: herstel van de staatsgrenzen van 1914 en zelfbeschikking voor Oost-Anatolië binnen het raamwerk van de Turkse staat. Op basis van militaire superioriteit weigerde de Turkse zijde deze eisen zelfs maar te bespreken. Al in dit stadium ontstonden er ernstige meningsverschillen tussen de nationale partijen van Transkaukasië over de kwestie welke gebieden Transkaukasië aan Turkije zou kunnen afstaan. 
Toen Tsjchenkeli, het hoofd van de Transkaukasische delegatie, op 5 april, rekening houdend met het aanhoudende offensief van de Turkse troepen, zijn bereidheid uitsprak om compromissen te sluiten, zowel over de territoriale kwestie als over de kwestie van het lot van de Turkse Armeniërs, presenteerde de Turkse delegatie twee ultimatums waarin erkenning van het Verdrag van Brest-Litovsk werd geëist en de uitroeping van de onafhankelijkheid van Transkaukasië.
De instemming van de Transkaukasische delegatie met de aanvankelijke eisen van Turkije bevredigde niet langer de Turkse regering. Geïnspireerd door militaire overwinningen was deze nu van plan de Russisch-Turkse grens van 1877-1878 over te steken en dieper in Transkaukasië militaire operaties te voeren. Op 10 april stuurde Gegetsjkori, de voorzitter van de Transkaukasische regering, een telegram naar Trebizonde over het terugroepen van de delegatie "vanwege het feit dat er geen vredesakkoord over de kwestie van de grenzen van Transkaukasië tussen Turkije en Transkaukasië is bereikt". De Sejm ging daarmee officieel de oorlog in met Turkije. Tegelijkertijd verklaarden vertegenwoordigers van de Azerbeidzjaanse factie in de Sejm openlijk dat zij niet zouden deelnemen aan de oprichting van een gemeenschappelijke unie van Transkaukasische volkeren tegen Turkije, gezien hun "speciale religieuze banden met Turkije".

## Turks offensief en onafhankelijkheidsverklaring van Transkaukasië
Op 5 april bezetten de Turken Sarykamysj in de richting van Kars, en Ardahan in de richting van Batoemi. Op dat moment waren er ongeveer 14.000 soldaten en 100 kanonnen in het Michailovski-fort van de stad Batoemi. Ondanks zulke aanzienlijke krachten ontbond de stadsdoema van Batoemi op 14 april het door de bolsjewieken opgerichte Revolutionaire Defensiecomité, waarna het een delegatie koos "van vertegenwoordigers van alle nationaliteiten om Turkse eenheden te ontvangen die de stad binnenkwamen". Aldus werd een belangrijke haven aan de Zwarte Zee zonder slag of stoot overgegeven. Het werd bekend dat de moslims van Adzjarië en Achaltsiche zich bij de oprukkende Turkse troepen hadden aangesloten. De Georgische eenheden werden gedwongen zich terug te trekken onder druk van het reguliere Turkse leger, zelfs toen de Turken de Georgische gebieden Goeria en Ozoergeti bezetten en de toegang tot Kars bereikten.
Op 22 april werd tijdens een bijeenkomst van de Transkaukasische Sejm, na verhitte debatten en ondanks de tegenstand van de Armeense delegatie, besloten om aan de eisen van Turkije te voldoen en Transkaukasië uit te roepen tot "een onafhankelijke, democratische en federale republiek". Op dezelfde bijeenkomst werd het ontslag van de regering van Gegetsjkori aanvaard. Tsjchenkeli kreeg de opdracht een nieuwe regering van Transkaukasië te vormen.
Op 28 april erkende Turkije de Transkaukasische Democratische Federatieve Republiek, en schortte de vijandelijkheden op.
De Sovjetregering protesteerde daarentegen tegen de daadwerkelijke scheiding van Transkaukasië van Sovjet-Rusland. In Abchazië brak een opstand uit ter ondersteuning van de Sovjetmacht. De rebellen grepen de macht in Soechoemi en verklaarden zich volledig solidair met Sovjet-Rusland. De Sovjetmacht duurde 42 dagen in Abchazië. De commune van Bakoe slaagde erin de Sovjetmacht te vestigen in een aantal districten van de gouvernement Bakoe: 18 april in Sjemacha, 21 april in Saljan, 23 april in Koeba, 1 mei in Lankaran.

## Overgave van Kars
De nieuwe regering stuurde instructies om een wapenstilstand te sluiten naar de Armeense troepen die posities in de provincie Kars bezetten. De commandant van het Armeense korps, generaal Tovmas Nazarbekjan beval de commandant van de 2e divisie kolonel Movses Silikjan en het hoofd van het fort van Kars generaal Grigor Dejev de strijd te staken en onderhandelingen te beginnen met de Turken over het vaststellen van een demarcatielijn. De commandant van de Turkse troepen eiste in reactie op het verzoek van de Armeense zijde om een staakt-het-vuren dat de Armeense troepen vóór het begin van de onderhandelingen op aanzienlijke afstand van het fort zouden worden teruggetrokken en dat Turkse troepen ongehinderd de stad zouden kunnen binnenkomen.
Uit Tbilisi ontvingen de Armeense troepen het bevel om de militaire operatie onmiddellijk te staken en de voorwaarden van Turkse zijde te aanvaarden. Op 25 april verlieten de Armeense troepen Kars samen met de 20.000 inwoners van de stad. Om 9 uur 's avonds trok de 11e Turkse divisie Kars binnen. Ondanks dat de Transkaukasische regering aan alle eisen van de Turkse zijde voldeed, zetten de Turken het offensief voort en moest de Armeense divisie zich terugtrekken naar Aleksandropol. Ook werden het Georgische oblast Batoemi en Goeria ingenomen.
Vanwege de voortdurende opmars van het Turkse leger in de richting van de steden Koetaisi, Aleksandropol en Dzjoelfa, eiste Duitsland, bezorgd over de mogelijke verzwakking van haar invloed in de Transkaukasus, dat het Turkse leger de verdere opmars zou stopzetten. Op 27 april ondertekenden Duitsland en Turkije een geheime overeenkomst over de verdeling van de invloedssferen in Transkaukasië: de reeds door haar bezette gebieden zouden naar Turkije gaan en een deel van Armenië tot aan de Kars-Aleksandropol-Karaklis-spoorlijn, en de rest van Transkaukasië naar Duitsland.
Ondanks de scherpe protesten van de Armeense Nationale Raad en het aftreden van Armeense vertegenwoordigers in de regering van Tsjchenkeli vanwege de overgave van Kars, bleef Tsjchenkeli op zijn post en begon zich voor te bereiden op nieuwe onderhandelingen met Turkije. Op 11 mei werd in Batoemi een vredesconferentie geopend.

## Vredesconferentie in Batoemi
De onderhandelingen in Batoemi, die twee weken duurden, brachten scherpe verschillen in het buitenlands beleid aan het licht tussen de Armeense en Georgische Nationale Raden en het Moslim Nationaal Comité. De Georgische historicus Zoerab Avalov, ooggetuige van de gebeurtenissen in de regio, merkte op dat het verlies van Batoemi een klap toebracht aan de economie van Georgië en Transkaukasië, terwijl het verlies van Kars Armenië met volledige vernietiging bedreigde. De Azerbeidzjanen bevonden zich in een heel andere positie, en zagen in de Turken een verwant volk dat hen kon helpen hun doelen te bereiken.
Bij de onderhandelingen stelde Turkije nog zwaardere voorwaarden dan die waarin het Verdrag van Brest-Litovsk voorzag: Transkaukasië zou twee derde van het grondgebied van het gouvernement Jerevan, en Achaltsiche en Achalkalaki van het gouvernement Tiflis aan Turkije moeten afstaan, evenals de controle over de Transkaukasische spoorlijn. Georgië zou daarmee historische gebieden verliezen die nauw verbonden waren met het voormalige gouvernement Tiflis, en voor Armenië betekende de nieuwe grens een bijna volledige vernietiging. De aanvaarding van deze eisen zou een klap voor Transkaukasië als unie van drie volkeren betekenen, aangezien er na een dergelijke verdeling weinig over zou blijven van Armenië.

## Onafhankelijkheidsverklaring van Georgië
In deze situatie wendde de Georgische Nationale Raad zich tot Duitsland voor hulp en bescherming. Ook in Batoemi hielden de Georgische en Duitse delegaties geheime besprekingen. Het Duitse commando reageerde direct op deze oproep, aangezien Georgië zich volgens de voorwaarden van de in april ondertekende geheime Turks-Duitse overeenkomst over de verdeling van de invloedssferen in de Transkaukasus in de invloedssfeer van Duitsland bevond. Duitse vertegenwoordigers adviseerden Georgië om onmiddellijk de onafhankelijkheid uit te roepen en Duitsland formeel om bescherming te vragen om een Turkse invasie te voorkomen.
Op 24 en 25 mei 1918 werd dit voorstel tijdens een bijeenkomst van het uitvoerend comité van de Georgische Nationale Raad aangenomen. Er werd ook besloten om de Georgische Nationale Raad voortaan het parlement van Georgië te noemen. Op 25 mei landden Duitse troepen in Georgië en begon de Duitse Kaukasusexpeditie. Een dag later verklaarde de Democratische Republiek Georgië zich onafhankelijk, wat de definitieve val van de Transkaukasische federatie inluidde. In Poti werd op 28 mei 1918 tussen Duitsland en Georgië het Verdrag van Poti gesloten waarmee Georgië feitelijk een Duits protectoraat zou worden.

## Ontbinding van de Transkaukasische Sejm en Federatie
Ook de Azerbeidzjanen zagen geen toekomst in de Transkaukasische federatie. Al vóór de val van de federatie bezochten vertegenwoordigers van Azerbeidzjaanse partijen Istanbul op een geheime missie om hulp te zoeken bij de Jong-Turkse regering bij het uitroepen van een "tweede Turkse staat". De partijen kwamen tot overeenstemming over samenwerking, in het bijzonder over de hulp van het Turkse leger bij het creëren van de strijdkrachten van de toekomst van Azerbeidzjan, hun financiering, en hulp aan Turkse troepen van de lokale Turkse bevolking. De Müsavat-partij bereidde zich voor om de annexatie van Azerbeidzjan bij Turkije aan te kondigen en voerde daarvoor campagne. Tijdgenoot S. Heifetz merkte op :
De agitatie om zich bij Turkije aan te sluiten was wijdverbreid. De islamitische geestelijkheid werkte op volle capaciteit. Aan het hoofd van de beweging stonden dezelfde Müsavatisten die lid waren van de Transkaukasische Sejm. Een lid van de Sejm, dokter Soeltanov, reisde in Turks officiersuniform openlijk rond en voerde campagne voor de annexatie van Azerbeidzjan. Vertegenwoordigers van de Müsavat in Tiflis, ontvingen in het paleis zelf, op twee stappen van de Sejm-vergaderruimte, vermomde Turkse afgezanten in hun fractiekamer.

Tijdens de onderhandelingen in Trebizonde en Batoemi stelde de Müsavat-partij voor om het islamitische deel van de Zuidelijke Kaukasus bij Turkije te annexeren, maar het voorstel werd afgewezen, omdat het grote beleid van Turkije in de regio het handhaven van een zekere onafhankelijkheid van Azerbeidzjan in de confederatievolken van de zuidelijke Kaukasus verlangde. In een brief van de Azerbeidzjaanse delegatie aan Enver Pasja wordt opgemerkt :
Ondanks ons verzoek om de volledige annexatie van het islamitische deel van Transkaukasië bij Turkije, legden ze ons uit dat de grote politiek van Turkije vereist dat we voorlopig onafhankelijk en sterk zijn… We accepteerden deze instructies en waren het er bewust mee eens.
Op 26 mei 1918 kondigde de Transkaukasische Sejm zijn ontbinding aan, nadat de Georgische afgevaardigde Irakli Tsereteli een toespraak had gehouden waarin hij de Sejm voorhield dat de Transkaukasische unie was opgehouden te bestaan doordat de moslims van Transkaukasië de Turken hadden verwelkomd en het tijd was om de Georgische onafhankelijkheid uit te roepen. In het Sejm-besluit stond:
In het licht van het feit dat er fundamentele meningsverschillen zijn ontstaan over de kwestie van oorlog en vrede tussen de volkeren die de Transkaukasische onafhankelijke republiek hebben opgericht, en dat het daarom onmogelijk is geworden voor één gezaghebbende autoriteit om namens Transkaukasië te spreken, erkent de Sejm het uiteenvallen van Transkaukasië en doet afstand van haar bevoegdheden.
Twee dagen later verklaarden ook de Democratische Republiek Azerbeidzjan en Republiek Armenië zich onafhankelijk, waarmee na 36 dagen ook een eind kwam aan de Transkaukasische Democratische Federatieve Republiek.